# فالنتينا نابي
فالنتينا نابي ممثلة إباحية وعارضة تعري إيطالية، ولدت يوم 6 تشرين الثاني 1990 في سكافاتي، ساليرنو، كامبانيا.

## روابط أضافية
- الموقع الرسمي
- فالنتينا نابي على موقع IMDb (الإنجليزية)
- فالنتينا نابي على موقع روتن توميتوز (الإنجليزية)
- فالنتينا نابي على موقع قاعدة بيانات الفيلم (الإنجليزية)
- فالنتينا نابي على موقع ليتربوكسد (الإنجليزية)
- فالنتينا نابي على موقع كينوبويسك (الروسية)
- فالنتينا نابي على قاعدة بيانات الأفلام الإباحية على الإنترنت
- فالنتينا نابي على قاعدة بيانات أفلام البالغين